# Louis Doms
Louis Doms (Achtel, 1897 - 1982) is een Belgisch muzikant en volkskundige. Hij is geboren en getogen in Achtel (gemeente Rijkevorsel), en dat zou later een grote invloed hebben op zijn werk als muzikant en volkskundige. Met zijn dansgroep gaf hij demonstraties met als doel de danstradities te onderhouden.

## Biografie
In 1938 gaf hij al twee bundels uit met dansen. Hij tekende een dertigtal dansen en verschillende Noordkempense volksliederen op. Zelf componeerde, schreef en speelde hij ook liederen. Het Dansarchief publiceerde deze dansen en sindsdien vormen ze een vast onderdeel van het repertoire van de Vlaamse volksdansgroepen.
In Hoogstraten is een straat naar hem vernoemd, de Louis Domsstraat. Ook staat er een bronzen beeld aan de plaats waar hij vroeger zijn schilderswinkel had, in de Heilig Bloedlaan in Hoogstraten. Dit beeld werd gemaakt door de beeldhouwer Paul Verbeeck. 

### Enkele dansen
- De Kadril van Achtel, dans in vierkantformatie
- De Heiluizer, na de jaarwisseling, de dag na Sint-Antonius; heil wensen en een geschenk afluizen
- De Molenmazurka, verbeeldt de draaiende molenwieken
- De Bezemdans, wordt gedanst op 1 mei
- Meiboomdans, wordt gedanst bij of onder de meiboom
- Franse polka, op allerlei feesten
- Klapschottisch, verhuisdans; dans bij de gelegenheid van de verhuis van een gebuur
- Polkasaluwee, verhuisdans
- De Rozenwals
- De Schottisch-pak-af

(Bron: Vlaams dansarchief, Schoten)